# クリストファー・マルクス
クリストファー・マルクス（Christopher Markus）は、アメリカ合衆国の脚本家、プロデューサーである。スティーヴン・マクフィーリーとコンビを組んで脚本を書いている。

## キャリア
2004年にテレビ映画『ライフ・イズ・コメディ! ピーター・セラーズの愛し方』でデビューし、マクフィーリーと共同でエミー賞脚本賞、全米脚本家組合賞を受賞した。
C・S・ルイスの小説をマクフィーリーと共同で脚色した『ナルニア国物語/第1章: ライオンと魔女』（2005年）ではサターン賞脚本賞にノミネートされた。続編の『第2章: カスピアン王子の角笛』（2008年）、『第3章: アスラン王と魔法の島』（2010年）の脚本も書き、映画『ナルニア国物語』シリーズすべてに係わっている。
2011年にはマーベル・コミックのヒーロー映画『キャプテン・アメリカ/ザ・ファースト・アベンジャー』が公開された。

## 作品
- マーベル・シネマティック・ユニバースシリーズ（2011年-2019年）
  - キャプテン・アメリカ/ザ・ファースト・アベンジャー Captain America: The First Avenger (2011年) - 脚本（スティーヴン・マクフィーリーと共同）
  - マイティ・ソー/ダーク・ワールド Thor: The Dark World (2013年) - 脚本（スティーヴン・マクフィーリーと共同）
  - キャプテン・アメリカ/ウィンター・ソルジャー Captain America: The Winter Soldier (2014年) - 脚本（スティーヴン・マクフィーリーと共同）
  - シビル・ウォー/キャプテン・アメリカ Captain America: Civil War（2016年）- 脚本（スティーヴン・マクフィーリーと共同）
  - アベンジャーズ/インフィニティ・ウォー Avengers: Infinity War (2018年) - 脚本（スティーヴン・マクフィーリーと共同）
  - アベンジャーズ/エンドゲーム Avengers: Endgame (2019年) - 脚本（スティーヴン・マクフィーリーと共同）・Co-プロデューサー
- ナルニア国物語シリーズ（2005年-2010年）
  - ナルニア国物語/第1章: ライオンと魔女 The Chronicles of Narnia: The Lion, the Witch and the Wardrobe (2005) アン・ピーコック、アンドリュー・アダムソン、スティーヴン・マクフィーリーと共同
  - ナルニア国物語/第2章: カスピアン王子の角笛 The Chronicles of Narnia: Prince Caspian (2008) スティーヴン・マクフィーリーと共同
  - ナルニア国物語/第3章: アスラン王と魔法の島 The Chronicles of Narnia: The Voyage of the Dawn Treader (2010) スティーヴン・マクフィーリーと共同
- ライフ・イズ・コメディ! ピーター・セラーズの愛し方 The Life and Death of Peter Sellers (2004年) テレビ映画、スティーヴン・マクフィーリーと共同
- You Kill Me (2007) スティーヴン・マクフィーリーと共同
- ペイン&ゲイン 史上最低の一攫千金 Pain & Gain (2013) スティーヴン・マクフィーリーと共同
- グレイマン The Gray Man（2022年）- 脚本（スティーヴン・マクフィーリー、ジョー・ルッソと共同）・製作総指揮

## 製作
- エージェント・カーター  Marvel's Agent Carter(2015〜2016年) - 製作・クリエーター・脚本
- モスル あるSWAT部隊の戦い Mosul（2019年）- 製作総指揮